# آتردن
آتردن (به انگلیسی: Otterden) یک روستا و محله مدنی در بریتانیا است که در Maidstone واقع شده‌است. آتردن ۱۶۲ نفر جمعیت دارد.